# رستي وايت
رستي وايت (بالإنجليزية: Robert L "Rusty" White)‏ هو ناشر أمريكي، ولد في يوليو 1945 في نيوتن في الولايات المتحدة.